# Кубок России по футболу 2001/2002
Розыгрыш Кубка России по футболу 2001—2002 проходил с 24 марта 2001 года по 12 мая 2002 года. Обладателем Кубка впервые в своей истории стал московский ЦСКА.
Участвовали 144 команды: 16 команд высшего дивизиона, 18 команд первого дивизиона и 110 команд второго дивизиона.

## Первый этап
На первом этапе (1/256, 1/128 и 1/64 финала) команды второго дивизиона, разбитые на сетки по территориальному признаку, выявляли 14 участников 1/32 финала (от восточной и уральской — по 2 команды, от сеток «Поволжье-Юг» и «Запад-Центр» — по 5).

### 1/256 финала
СКА (Ростов-на-Дону) — Шахтёр (Шахты) — 3:2

Краснодар-2000 — Славянск (Славянск-на-Кубани) — 2:0

Спартак (Анапа) — Витязь (Крымск) — 1:2

Дружба (Майкоп) — Жемчужина-Сочи — 0:1

Венец (Гулькевичи) — Локомотив-Тайм (Минеральные Воды) — 3:0

Моздок — Автодор (Владикавказ) — 3:1

Ангушт (Назрань) — Терек (Грозный) — 0:1

Спартак-Кавказтрансгаз (Изобильный) — Динамо Ст — 2:1

Астрахань — Динамо (Махачкала) — 1:2

Нарт (Нарткала) — Кавказкабель (Прохладный) — 1:0, д.в

Олимпия (Волгоград) — Торпедо (Волжский) — 2:1

Искра (Энгельс) — Салют (Саратов) — 2:0

Хопёр (Балашов) — Балаково — 1:0

Биохимик-Мордовия (Саранск) — Светотехника (Саранск) — 0:2

Диана (Волжск) — Лада-СОК (Димитровград) — 1:1, 4:5 п

Спартак (Йошкар-Ола) — Электроника (Нижний Новгород) — 0:1

Торпедо-Виктория (Нижний Новгород) — Торпедо (Павлово) — 1:1, 4:2 п.

Сибур-Химик (Дзержинск) — Металлург (Выкса) — 0:1

Рыбинск — Северсталь (Череповец) — 0:2

Нефтяник (Ярославль) — Динамо (Вологда) — 1:2

Спартак-Телеком (Шуя) — Спартак (Кострома) — 3:1

Псков-2000 — Кривичи (Великие Луки) — 2:0

Спортакадемклуб (Москва) — Оазис (Ярцево) — 5:1

Мосэнерго (Москва) — Спартак (Щёлково) — 3:0

Лотто-МКМ (Москва) — Ника (Москва) — 1:0

Краснознаменск — Титан (Реутов) — 1:2

Спартак (Тамбов) — Металлург (Липецк) — 3:1

Локомотив (Лиски) — Елец — 1:0

Авангард (Курск) — Салют-Энергия (Белгород) — 1:1, 3:4 п.

Спартак (Луховицы) — Рязань — 0:0, 1:3 п.

Фабус (Бронницы) — Коломна — 2:1

Космос (Электросталь) — Спартак-Орехово (Орехово-Зуево) — 0:1

Орёл — Динамо (Брянск) — 0:0, 4:1 п

Арсенал-2 (Тула) — Локомотив (Калуга) — 0:2

Автомобилист (Ногинск) — Торпедо (Владимир) — 1:2, д.в

Динамо (Санкт-Петербург) — Светогорец (Светогорск) — 2:1, д.в

Витязь (Подольск) — Дон (Новомосковск) — 2:1, д.в

Локомотив (Санкт-Петербург) — Волочанин-89 (Вышний Волочёк) — 0:0, 4:3 п

Зенит (Челябинск) — Уралец (Нижний Тагил) — 3:1

УралАЗ (Миасс) — Спартак (Курган) — 3:0

Содовик (Стерлитамак) — Металлург-Метизник (Магнитогорск) — 2:1

Газовик (Оренбург) — Носта (Новотроицк) — 0:1

Тюмень — Иртыш (Омск) — 1:0

Чкаловец-1936 (Новосибирск) — Динамо (Омск) — 2:0

Динамо (Барнаул) — Металлург-ЗАПСИБ (Новокузнецк) — 1:0

Кузбасс (Кемерово) — Шахтёр (Прокопьевск) — 3:0

Амур-Энергия (Благовещенск) — СКА-Энергия (Хабаровск) — 0:1

Океан (Находка) — Луч-Энергия (Владивосток) — 1:0

Сибиряк (Братск) — Чкаловец-Олимпик (Новосибирск) — 0:1

Энергия (Чайковский) — Динамо (Ижевск) — 0:1

КАМАЗ (Набережные Челны) — Алнас (Альметьевск) — 2:0

Динамо (Пермь) — Динамо-Машиностроитель (Киров) — 1:3

Уралмаш (Екатеринбург) — Березники — 2:0

Селенга (Улан-Удэ) — Звезда (Иркутск) — 1:2, д.в.

### 1/128 финала
СКА (Ростов-на-Дону) — Краснодар-2000 — 3:2

Витязь (Крымск) — Жемчужина — 0:0, 5:4 п

Венец (Гулькевичи) — Моздок — 2:1

Терек (Грозный) — Нарт (Нарткала) — 2:0

Динамо (Махачкала) — Спартак-Кавказтрансгаз (Изобильный) — 1:2

Искра (Энгельс) — Олимпия (Волгоград) — 1:0

Волга (Ульяновск) — Хопёр (Балашов) — 1:0

Светотехника (Саранск) — Лада-СОК (Димитровград) — 4:0

Электроника (Нижний Новгород) — Энергетик (Урень) — 1:1, 5:6 п

Металлург (Выкса) — Торпедо-Виктория (Нижний Новгород) — 2:0

Северсталь (Череповец) — Динамо (Вологда) — 0:0, 3:5 п

Торпедо (Владимир) — Спартак-Телеком (Шуя) — 1:2

Спортакадемклуб (Москва) — Псков-2000 — 1:1, 4:5 п

Динамо (Санкт-Петербург) — Локомотив (Санкт-Петербург) — 1:0

Лотто-МКМ (Москва) — Мосэнерго (Москва) — 0:1

Титан (Реутов) — Витязь (Подольск) — 2:0

Локомотив (Лиски) — Спартак (Тамбов) — 1:0

Салют-Энергия (Белгород) — Рязань — 2:1

Локомотив (Калуга) — Орёл — 1:0

Спартак-Орехово (Орехово-Зуево) — Фабус (Бронницы) — 0:1, д.в

Динамо-Машиностроитель (Киров) — Уралмаш (Екатеринбург) — 0:1

Носта (Новотроицк) — Содовик (Стерлитамак) — 1:0

Тюмень — Чкаловец-1936 (Новосибирск) — 5:1

Динамо (Барнаул) — Кузбасс (Кемерово) — 2:0

Чкаловец-Олимпик (Новосибирск) — Звезда (Иркутск) — 2:1

СКА-Энергия (Хабаровск) — Океан (Находка) — 0:1

Динамо (Ижевск) — КАМАЗ (Набережные Челны) — 1:4, д.в

Зенит (Челябинск) — УралАЗ (Миасс) — 0:1, д.в

### 1/64 финала
Чкаловец-Олимпик (Новосибирск) — Океан (Находка) — 4:1

КАМАЗ (Набережные Челны) — Уралмаш (Екатеринбург) — 5:1

УралАЗ (Миасс) — Носта (Новотроицк) — 1:1, 2:4 п

Тюмень — Динамо (Барнаул) — 3:1

Витязь (Крымск) — СКА (Ростов-на-Дону) — 2:0 (2:0)

Терек (Грозный) — Венец (Гулькевичи) — 3:5

Светотехника (Саранск) — Волга (Ульяновск) — 1:0

Энергетик (Урень) — Металлург (Выкса) — 3:2

Спартак-Кавказтрансгаз (Изобильный) — Искра (Энгельс) — 3:1, д.в

Динамо (Вологда) — Спартак-Телеком (Шуя) — 1:0

Псков-2000 — Динамо (Санкт-Петербург) — 2:2, 3:1 п

Салют-Энергия (Белгород) — Локомотив (Лиски) — 2:0

Титан (Реутов) — Мосэнерго (Москва) — 0:1, д.в

Локомотив (Калуга) — Фабус (Бронницы) — 3:1 д.в.

## Второй этап
С 1/32 финала в борьбу вступали 18 команд первого дивизиона. С 1/16 финала — команды высшего дивизиона. В 1/32 финала команды образовывали 4 группы по территориальному признаку, внутри которых жеребьёвкой 15 июня были определены пары, для победителя каждой пары стал известен будущий соперник по 1/16 финала (при этом, чемпион, серебряный и бронзовый призёры чемпионата России 2000 года, будучи посеянными, находились в разных группах сетки).

### 1/32 финала
Мосэнерго (Москва) — Шинник (Ярославль) — 2:3

Арсенал Тула — Балтика (Калининград) — 1:0

Динамо (Вологда) — Кристалл (Смоленск) — 1:2

Псков-2000 — Химки — 0:2

Локомотив (Калуга) — Витязь (Крымск) — 1:0

Кубань (Краснодар) — Спартак (Нальчик) — 1:0

Салют-Энергия (Белгород) — Волгарь-Газпром (Астрахань) — 1:0

Венец (Гулькевичи) — Уралан (Элиста) — 0:1

Спартак-Кавказтрансгаз (Изобильный) — Рубин (Казань) — 0:1

КАМАЗ (Набережные Челны) — Светотехника (Саранск) — 0:0, 4:5 п

Энергетик (Урень) — Нефтехимик (Нижнекамск) — 1:2

Лада (Тольятти) — Локомотив (Нижний Новгород) — 4:1

Тюмень — Томь (Томск) — 0:1

Локомотив (Чита) — Газовик-Газпром (Ижевск) — 1:2

Носта (Новотроицк) — Чкаловец-Олимпик (Новосибирск) — 3:3, 4:3 п

Металлург (Красноярск) — Амкар (Пермь) — 2:3

### 1/16 финала
Шинник (Ярославль) — Спартак (Москва) — 1:0

Кристалл (Смоленск) — Динамо (Москва) — 2:3

Химки — Анжи (Махачкала) — 2:2, 2:4 п

Кубань (Краснодар) — Черноморец (Новороссийск) — 2:0

Нефтехимик (Нижнекамск) — Торпедо-Зил — 0:3

Газовик-Газпром (Ижевск) — Ротор (Волгоград) — 3:1

Амкар (Пермь) — Торпедо (Москва) — 3:0

Локомотив (Калуга) — Зенит (Санкт-Петербург) — 0:3

Салют-Энергия (Белгород) — Крылья Советов (Самара) — 0:2

Рубин (Казань) — Факел (Воронеж) — 1:0

Светотехника (Саранск) — ЦСКА (Москва) — 0:2

Лада (Тольятти) — Алания (Владикавказ) — 2:1

Томь (Томск) — Сокол (Саратов) — 0:1

Носта (Новотроицк) — Ростсельмаш (Ростов-на-Дону) — 3:2

Арсенал (Тула) — Сатурн (Раменское) — 0:2, д.в

Уралан (Элиста) — Локомотив Москва — 2:1

### 1/8 финала
Зенит (Санкт-Петербург) — Кубань (Краснодар) — 3:2

Динамо (Москва) — Анжи (Махачкала) — 5:0

Сатурн (Раменское) — Шинник (Ярославль) — 0:0, 5:4 п

ЦСКА (Москва) — Рубин (Казань) — 2:1

Сокол-Саратов — Газовик-Газпром (Ижевск) — 2:1

Амкар (Пермь) — Носта (Новотроицк) — 4:1

Торпедо-Зил — Лада (Тольятти) — 0:0, 4:2 п

Крылья Советов (Самара) — Уралан (Элиста) — 1:0

### 1/4 финала
| №   | Дата     | Хозяева                 | Счёт        | Гости                   | Голы                                                |
| --- | -------- | ----------------------- | ----------- | ----------------------- | --------------------------------------------------- |
| 137 | 3 апреля | Динамо (Москва)         | 0:3         | Сатурн (Раменское)      | Быстров 58', 90+1, Кечинов 72'                      |
| 138 | 3 апреля | Торпедо-ЗИЛ (Москва)    | 0:1         | ЦСКА (Москва)           | Пиюк 19'                                            |
| 139 | 3 апреля | Сокол (Саратов)         | 1:2         | Амкар (Пермь)           | Федьков (83', пен.) — Парамонов 3', Ахметгалиев 87' |
| 140 | 3 апреля | Зенит (Санкт-Петербург) | 1:0 (д. в.) | Крылья Советов (Самара) | Кержаков 95'                                        |

### 1/2 финала
| №   | Дата      | Хозяева            | Счёт        | Гости                   | Голы        |
| --- | --------- | ------------------ | ----------- | ----------------------- | ----------- |
| 141 | 24 апреля | Сатурн (Раменское) | 0:1 (д. в.) | Зенит (Санкт-Петербург) | Аршавин 99' |
| 142 | 25 апреля | ЦСКА (Москва)      | 1:0         | Амкар (Пермь)           | Семак 28'   |

### Финал
| 12 мая 2002 | \| ЦСКА \| 2:0 (1:0) \| Зенит \| \| Соломатин 30′ · Яновский 52′ \| Голы \| \| | Стадион: Лужники, Москва Зрителей: 48 000 Судья: Ю. Чеботарёв (Краснодар) |
| · ЦСКА: Мандрыкин, Шемберас, Соломатин 71', Рахимич, Семак (к), Шершун, Яновский, Гусев 88', Лайзанс 76', Попов (Монарёв 82'), Евсиков · Главный тренер: Валерий Газзаев · Зенит: Малафеев, Цветков, Лепёхин, Овсепян, Игонин (к), Катульский 51', Аршавин, Быстров (Тарасов 68' 85'), Астафьев 28' (Мудринич 77'), Горовой, Кержаков · Главный тренер: Юрий Морозов |                                                                                |                                                                           |
| ЦСКА | 2:0 (1:0)                                                                      | Зенит                                                                     |
| Соломатин 30′ · Яновский 52′ | Голы                                                                           |                                                                           |